# Ford Raptor T1+
La Ford Raptor T1+ è un fuoristrada da competizione costruito dalla scuderia britannica M-Sport secondo le norme FIA del Gruppo T1+ (veicoli fuoristrada prototipi) a partire dal 2024.

## Contesto
La M-Sport è una scuderia automobilistica britannica fondata da Malcolm Wilson, ex-pilota di rally. Per il gruppo svolge a partire dal 1997 il ruolo di team ufficiale in diverse competizioni rally, in particolare nel Campionato del mondo rally, rappresentando il marchio Ford. Nell'ambito di questa collaborazione il team ha costruito diversi fortunati veicoli da competizione, tra i quali la Ford Focus WRC, la Ford Fiesta RS WRC, la Ford Fiesta WRC e la Ford Puma Rally1. 
A partire dal 2024 ha partecipato al Rally Dakar in qualità di team ufficiale Ford.

## Descrizione
Prima del lancio della Ford Raptor T1+ il modello di punta della M-Sport era la Ford Ranger T1+, che rappresentava un primo passo verso il progetto rally-raid che il team britannico voleva compiere. La Raptor T1+ rappresenta invece un veicolo pronto a lottare ai massimi livelli contro le altre scuderie di punta.
La Raptor T1+ rappresenta la versione da competizioni della Ford Raptor. Rispetto alla sua antenata, tuttavia, presenta un'aerodinamica più evoluta, con un corpo vettura più largo, prestazioni migliorate e pneumatici più larghi.
Inizialmente la Raptor T1+ è equipaggiata con un motore benzina V8 Coyote da 5 litri.

## Attività sportiva
La Ford Raptor T1+ ha fatto il suo debutto al Rally Dakar 2025 vincendo 2 prove speciali. Attualmente il miglior risultato è stato il terzo posto, nella gara di esordio.